# Locomotiva Siemens ES 64 U2
La locomotiva Siemens ES 64 U2 è un locomotore elettrico della famiglia EuroSprinter, prodotta da Siemens Transportation Systems. Il gruppo acquistato da ÖBB è stato classificato ÖBB 1016 per le prime 50 unità e per le restanti unità ÖBB 1116. La DB dispone di 26 macchine di questo tipo, classificate come DB 182. La compagnia ferroviaria MÁV e Raaberbahn/GySEV le hanno classificate MÁV/GySEV 470. L'impresa svedese Hector Rail dispone 7 unità classificate Hector 242. Altre unità sono state commissionate da varie compagnie ferroviarie svedesi e austriache.

## Storia
A metà degli anni 90' le ferrovie austriache possedevano i locomotori ÖBB 1110, 1010 e 1040, macchine risalenti agli anni 50' e 40'. Fino al 1995 era in esercizio anche la serie 1044, ma era di concezione già superata. Dopo la produzione delle DB 120 arrivò la svolta della tecnologia trifase, che ormai è diventata uno standard per i locomotori moderni.
Negli anni 90' ÖBB sviluppò i prototipi 1012, 1014 e 1822, le prime macchine austriache a motore trifase. Questi prototipi non furono mai prodotti in serie per dei problemi tecnici, quali il costo elevato e la non idoneità alla circolazione universale.
Per questo motivo ÖBB lanciò una gara d'appalto tra ADTranz, Ansaldo, Siemens, un consorzio di Alstom ed ELIN. Dopo una serie di trattative fu deciso come prezzo massimo a locomotiva di 4,38 milioni di euro. La gara fu vinta da Siemens che presentò un'offerta inferiore dello 0,8% a quella di AdTranz. Le altre aziende erano molto indietro rispetto alle altre offerte.
La prima locomotiva fu presentata allo stabilimento Krauss-Maffei di Monaco-Allach il 12 luglio 1999. I veicoli in uso in Austria furono approvati il 18 gennaio 2001. In Germania l'omologazione federale fu emessa nel 2000. Dall'11 al 17 marzo 2001 sono state svolte 903 prove con il gruppo ÖBB 1116.

## Tecnica
La ES 64 U2 è stata originariamente pensata come locomotiva universale per le ferrovie federali austriache. Rappresenta la seconda generazione della famiglia EuroSprinter e si basa sui locomotori DB Br.152 e Br.120 delle ferrovie tedesche. Può essere alimentata sia a 15 che a 25 kV (in CA) per il servizio regolare in Germania, Austria, Ungheria e Svizzera. Sono dotate di due pantografi, eccetto le unità 1116 001-025 che ne possiedono tre.
Tabella di omologazione
| Loc-Nr.        | Ungheria | Romania | Bulgaria | Svizzera | Slovacchia | Croazia |
| -------------- | -------- | ------- | -------- | -------- | ---------- | ------- |
| 1016 001 – 050 | No       | No      | No       | No       | No         | No      |
| 1116 001 – 015 | Si       | No      | No       | No       | No         | No      |
| 1116 016 – 020 | Si       | No      | No       | No       | No         | No      |
| 1116 021 – 027 | Si       | Si      | Si       | No       | No         | Si      |
| 1116 028 – 040 | Si       | Si      | Si       | No       | Si         | Si      |
| 1116 041 – 049 | Si       | No      | No       | No       | Si         | No      |
| 1116 050 – 056 | No       | No      | No       | No       | No         | No      |
| 1116 057       | Si       | Si      | Si       | No       | No         | No      |
| 1116 058 – 065 | Si       | No      | No       | No       | No         | No      |
| 1116 066, 067  | No       | No      | No       | No       | No         | No      |
| 1116 068 – 071 | Si       | Si      | Si       | No       | No         | Si      |
| 1116 072 – 075 | Si       | Si      | Si       | No       | No         | Si      |
| 1116 076 – 105 | No       | No      | No       | No       | No         | No      |
| 1116 106 – 134 | Si       | Si      | Si       | No       | Si         | Si      |
| 1116 135 – 200 | No       | No      | No       | No       | No         | No      |
| 1116 201 – 223 | Si       | No      | No       | Si       | No         | No      |
| 1116 224 – 228 | No       | No      | No       | No       | No         | No      |
| 1116 229 – 231 | Si       | No      | No       | No       | No         | No      |
| 1116 232 – 253 | No       | No      | No       | No       | No         | No      |
| 1116 254 – 259 | Si       | Si      | Si       | No       | No         | Si      |
| 1116 260 – 282 | No       | No      | No       | No       | No         | No      |

### Ulteriore sviluppo
L'evoluzione della serie ES 64 U2 è la serie ES 64 U4, progettata per l'uso universale a 4 diverse tensioni di alimentazione, permettendo la circolazione sulle linee italiane, alimentate a 3 kV di tensione.

## Galleria fotografica

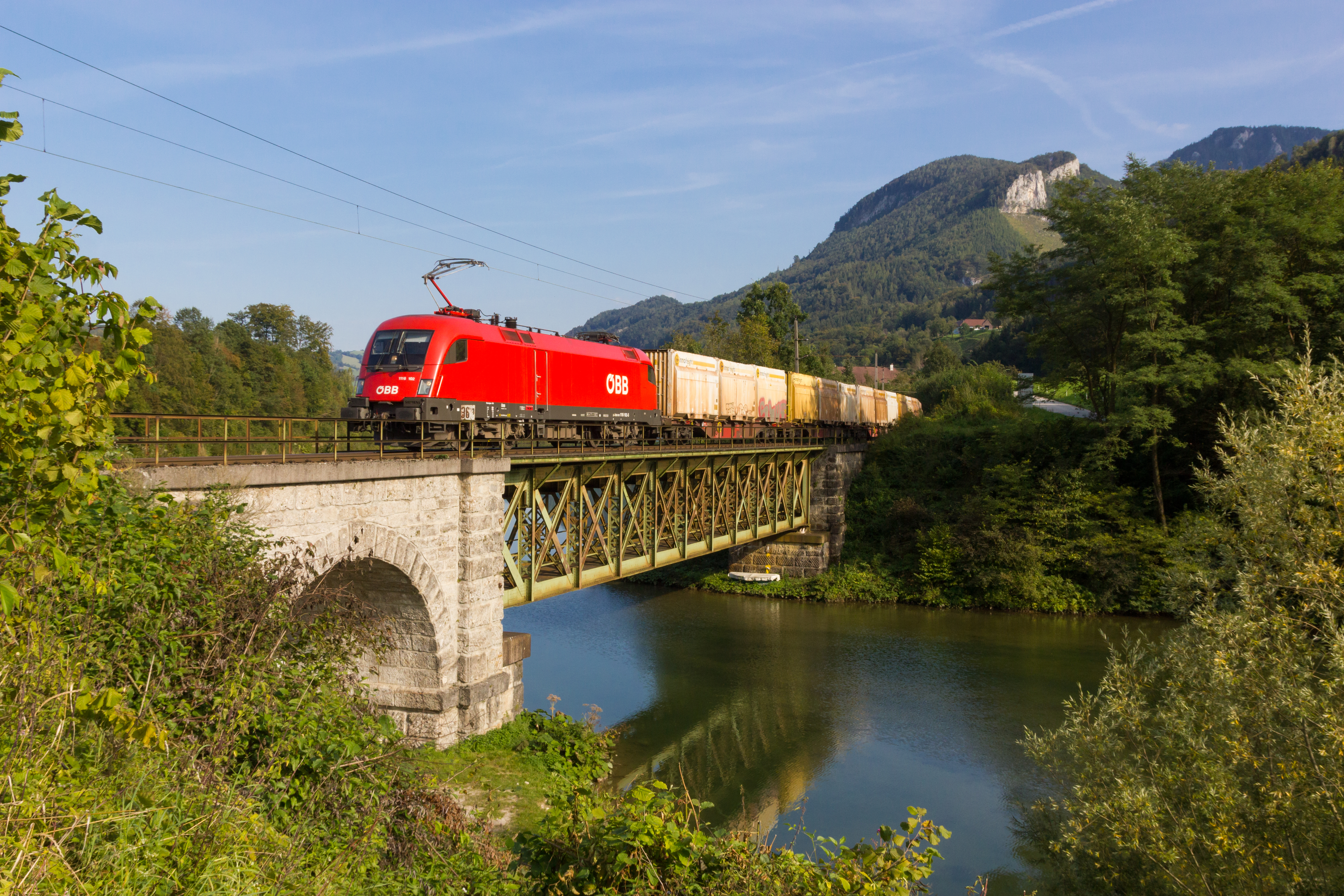
Locomotiva ES64 U2 della serie Rh 1116 sulla Ferrovia Rodolfiana a Trattenbach.

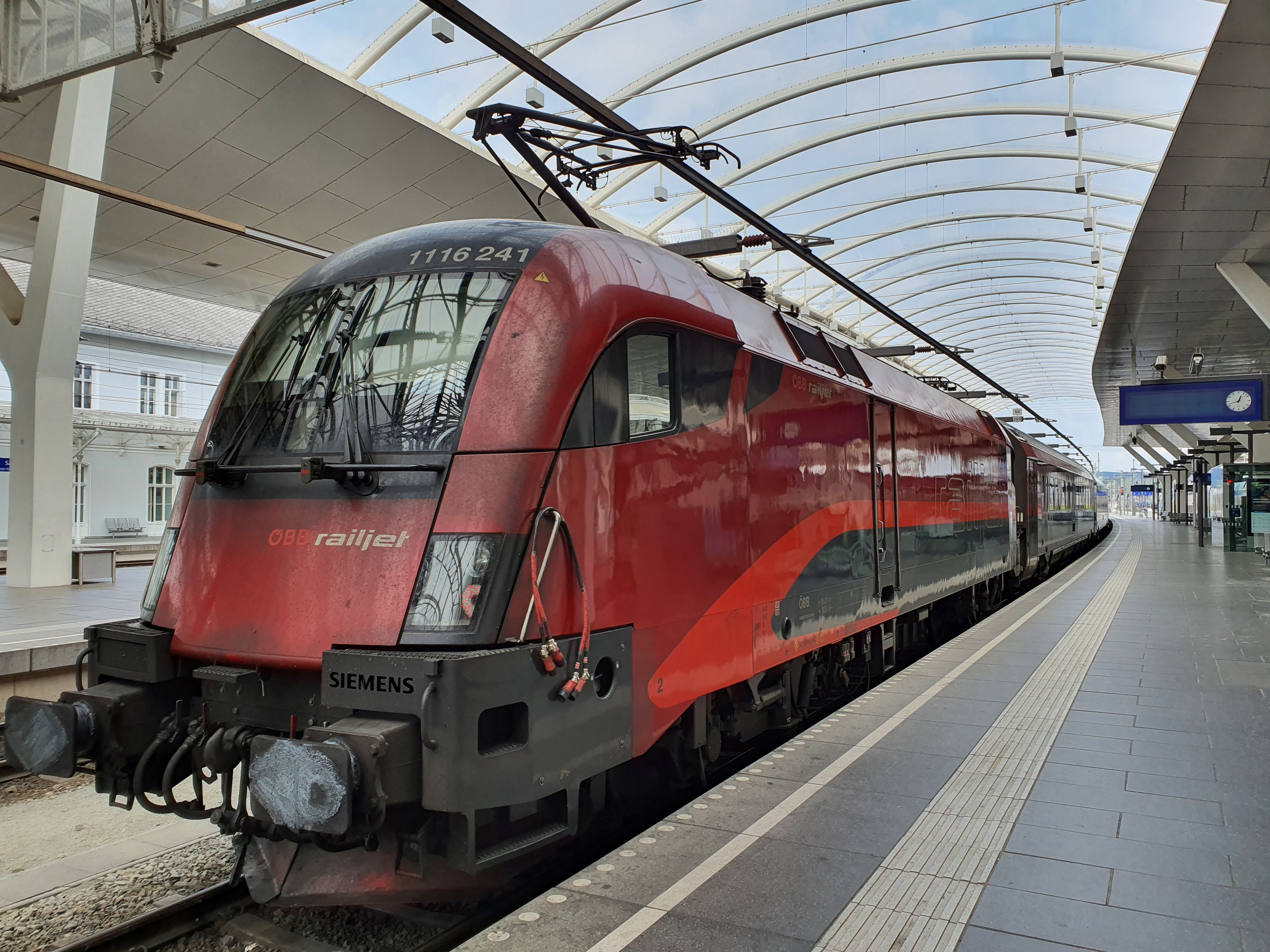
La Rh 1116 241 assegnata a un treno Railjet.

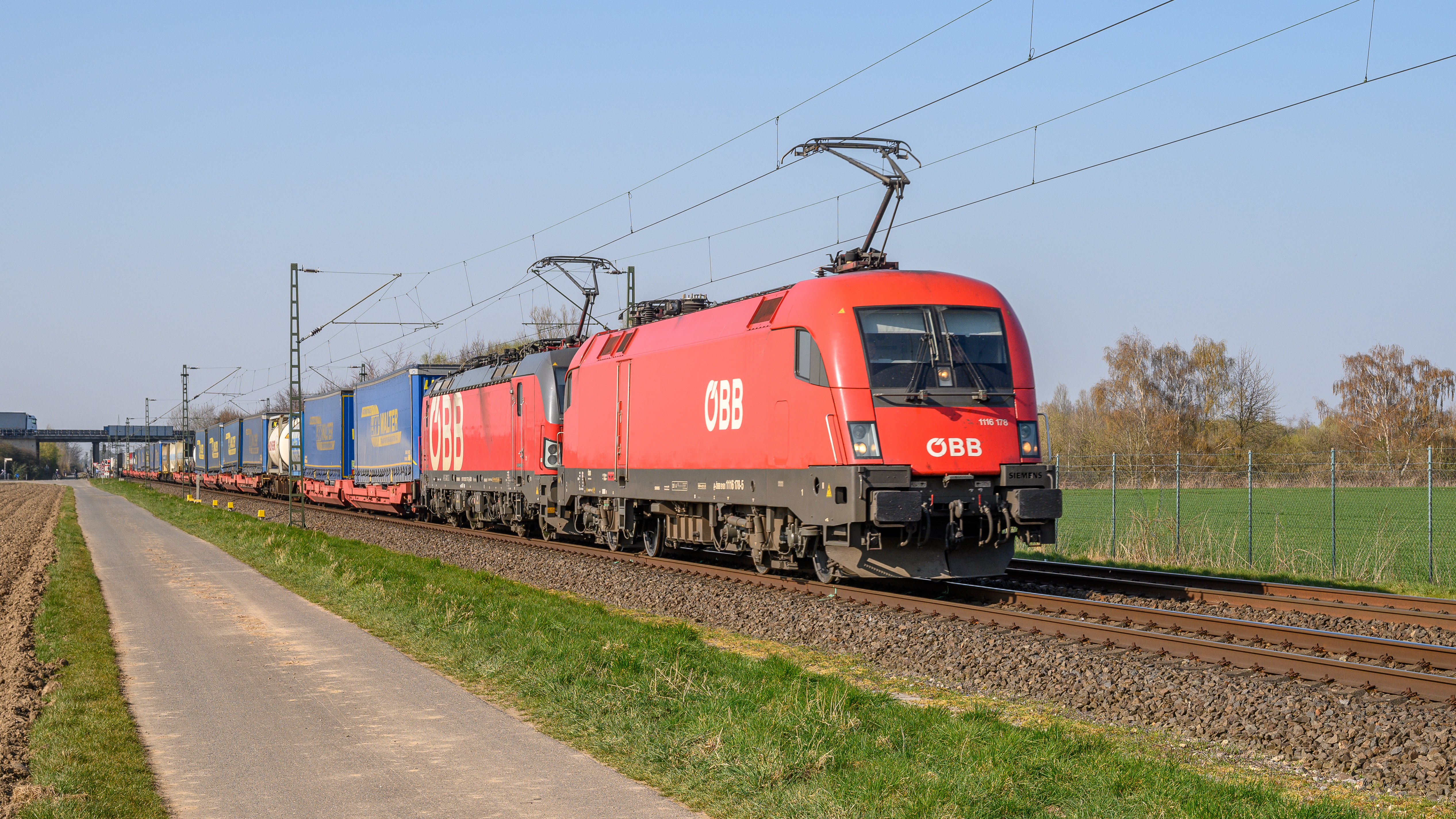
Una Rh1116 accoppiata a una Vectron a Kaarst.